# NGC 974
NGC 974 é uma galáxia espiral (Sb) localizada na direcção da constelação de Triangulum. Possui uma declinação de +32° 57' 18" e uma ascensão recta de 2 horas, 34 minutos e 25,7 segundos.
A galáxia NGC 974 foi descoberta em 22 de Novembro de 1827 por John Herschel.